# Coisia
Coisia est une ancienne commune française située dans le département du Jura en région Bourgogne-Franche-Comté. On nomme ses habitants les Coisiatiers (Coisiatis en patois).
Le 1er janvier 2017, elle fusionne avec Thoirette pour former la commune nouvelle de Thoirette-Coisia.

## Géographie
Coisia s'étend aux portes des gorges de l'Ain, dans la vallée, à l'extrême-sud du département du Jura, où la rivière le sépare de celui de l'Ain. Le village situé en hauteur est surplombé de montagnes et de plateaux culminants à plus de 800 mètres.

## Histoire
Sous l'Ancien Régime, la paroisse de Coisia fait partie de la Bresse. En 1790, elle est érigée en commune et intégrée au département du Jura.
Le 1er janvier 2017, elle fusionne avec Thoirette pour former la commune nouvelle de Thoirette-Coisia dont elle devient une commune déléguée. Celle-ci est supprimée à compter du 1er janvier 2020.

## Politique et administration

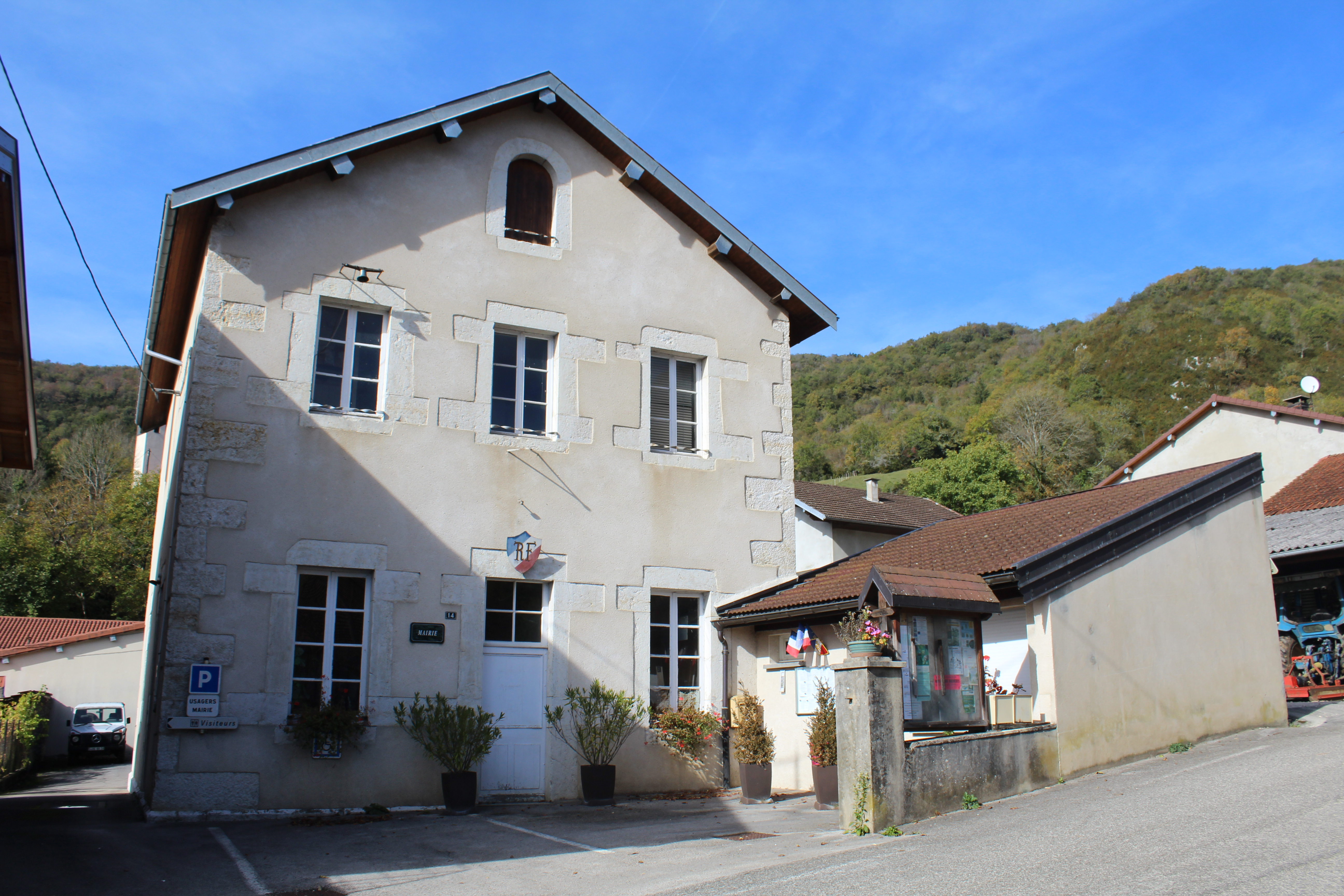
Mairie.

| Période      | Période          | Identité           | Étiquette | Qualité                           |
| ------------ | ---------------- | ------------------ | --------- | --------------------------------- |
| janvier 2017 | 31 décembre 2019 | Françoise Dubocage | DVD       | Retraitée de la Fonction publique |

| Période   | Période       | Identité           | Étiquette | Qualité                           |
| --------- | ------------- | ------------------ | --------- | --------------------------------- |
| juin 1995 | mars 2008     | Jean-Pierre Mottet |           |                                   |
| mars 2008 | décembre 2016 | Françoise Dubocage | DVD       | Retraitée de la Fonction publique |

## Population et société

### Démographie
L'évolution du nombre d'habitants est connue à travers les recensements de la population effectués dans la commune depuis 1793. À partir du 1er janvier 2009, les populations légales des communes sont publiées annuellement dans le cadre d'un recensement qui repose désormais sur une collecte d'information annuelle, concernant successivement tous les territoires communaux au cours d'une période de cinq ans. 
Pour les communes de moins de 10 000 habitants, une enquête de recensement portant sur toute la population est réalisée tous les cinq ans, les populations légales des années intermédiaires étant quant à elles estimées par interpolation ou extrapolation. Pour la commune, le premier recensement exhaustif entrant dans le cadre du nouveau dispositif a été réalisé en 2004,.
En 2014, la commune comptait 189 habitants, en évolution de +17,39 % par rapport à 2009 (Jura : −0,23 %, France hors Mayotte : +2,49 %).
| 1793 | 1800 | 1806 | 1821 | 1831 | 1836 | 1841 | 1846 | 1851 |
| ---- | ---- | ---- | ---- | ---- | ---- | ---- | ---- | ---- |
| 289  | 274  | 334  | 333  | 320  | 287  | 286  | 307  | 316  |

| 1856 | 1861 | 1866 | 1872 | 1876 | 1881 | 1886 | 1891 | 1896 |
| ---- | ---- | ---- | ---- | ---- | ---- | ---- | ---- | ---- |
| 285  | 261  | 266  | 236  | 225  | 208  | 200  | 195  | 171  |

| 1901 | 1906 | 1911 | 1921 | 1926 | 1931 | 1936 | 1946 | 1954 |
| ---- | ---- | ---- | ---- | ---- | ---- | ---- | ---- | ---- |
| 177  | 183  | 150  | 136  | 120  | 129  | 134  | 114  | 86   |

| 1962 | 1968 | 1975 | 1982 | 1990 | 1999 | 2004 | 2009 | 2014 |
| ---- | ---- | ---- | ---- | ---- | ---- | ---- | ---- | ---- |
| 89   | 67   | 83   | 80   | 103  | 122  | 118  | 161  | 189  |

### Vie associative
Le Trait d'union de l'avenir, est l'association organisatrice de la fête du village, la Saint-Pierre, le dernier week-end de juin. Elle organise aussi un repas pour les personnes âgées, les enfants ainsi qu'un voyage.

## Culture locale et patrimoine

### Sites et monuments
- L'église Saint-Pierre;

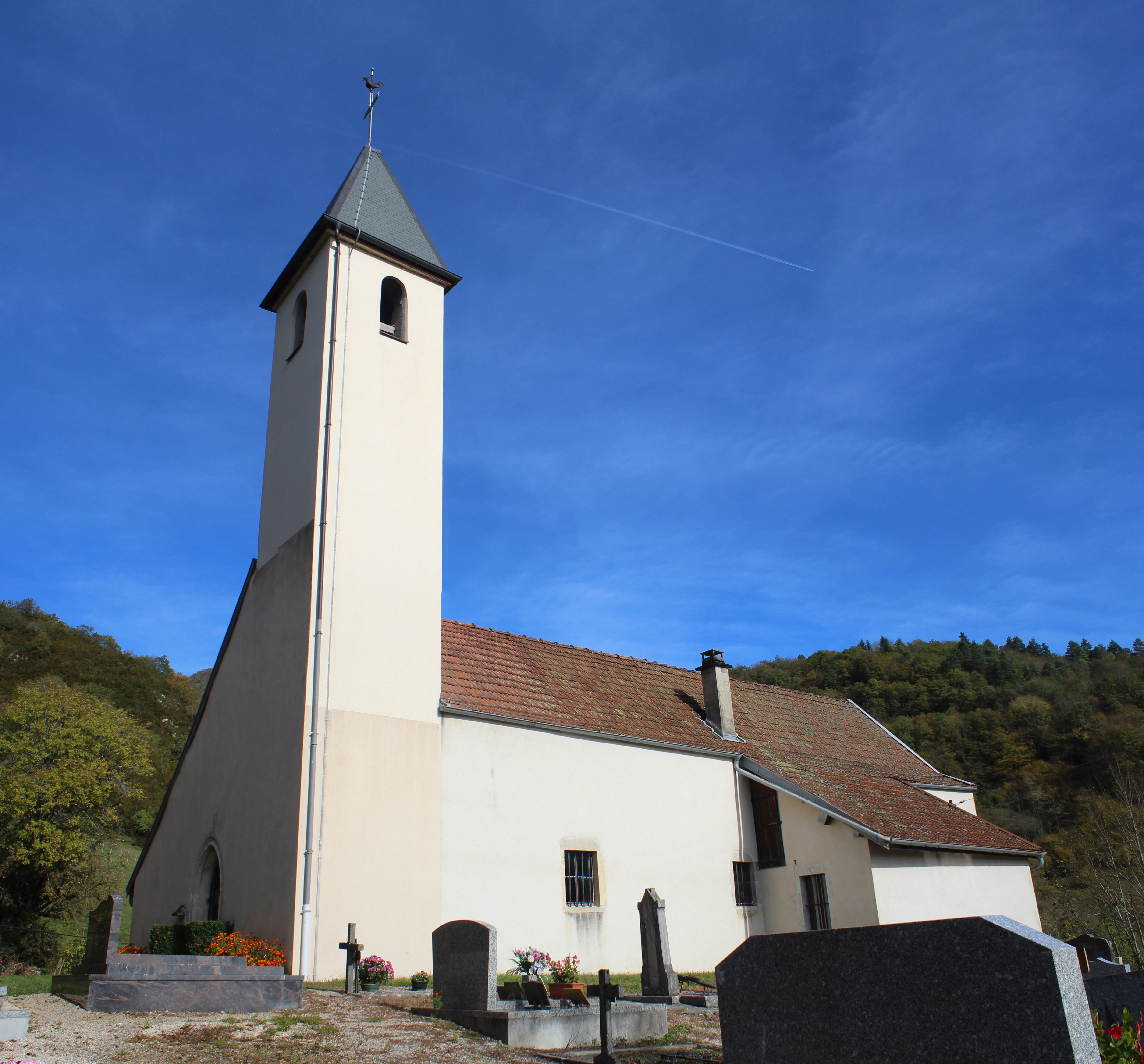
Église Saint-Pierre.

- Le barrage de Coiselet se trouve en partie sur la commune, à la limite avec Samognat, dans le département de l'Ain. Avant ce barrage se trouve le Lac de Coiselet, où on peut voir de nombreux cygnes.

#### Traces de dinosaures

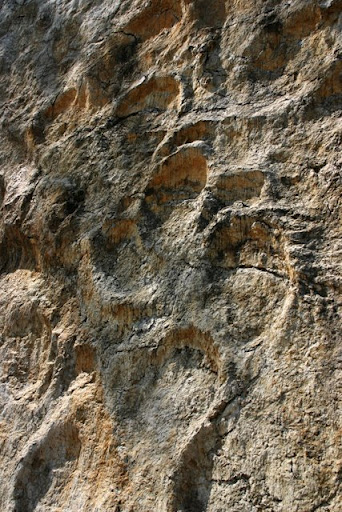
Empreintes de dinosaures à Coisia

En avril 2004, le président de la société des naturaliste d'Oyonnax, Christian Gourrat, alors en balade, découvre à sa grande surprise une succession d'empreintes de dinosaures sur les bords de la D60-E, lors de travaux d'agrandissement de la route. Ce site à pistes de dinosaures avait fait l'objet de l'attention d'un jeune du village, Thibault Mottet, quelque temps auparavant.[réf. nécessaire]
Ces traces sont des traces de sauropodes rattachés à Parabrontopodus, des quadrupèdes herbivores se rapprochant du diplodocus, datant du Tithonien (147 Ma). À ce moment-là, le village était situé dans un environnement de lagunes et d'archipels d'îles sous un climat tropical, les traces sont situées dans une roche correspondant à un faciès de plage. Plus de 200 empreintes ont été découvertes réparties sur une surface de 200 m2.
Ces traces sont visibles sur le bord de la route, sur une dalle à un angle de 80°, sur le flanc de l'anticlinal de Thoirette. La présence des traces à cet endroit s'explique par le fait que les dinosaures sont antérieurs au plissement du Jura (ère tertiaire), époque où les calcaires de ces traces furent déformés.
Ces traces ont été noircies par le temps et sont désormais moins visibles.